# Paul Grützner
Paul Grützner (ur. 30 kwietnia 1847 w Festenbergu, zm. 29 lipca 1919 w Bernie) – niemiecki fizjolog. 
Studiował medycynę w Würzburgu, Berlinie i Wrocławiu, gdzie był uczniem Rudolfa Heidenheina. Po ukończeniu studiów pracował w instytucie patologicznym we Wrocławiu. Od 1881 roku na katedrze Uniwersytetu w Bernie. W 1884 roku zastąpił Karla von Vierordta na katedrze Uniwersytetu w Tybindze. Zajmował się fizjologią mięśni i nerwów, układu krążenia i gruczołów. 